# Stabia Sporting Club 1923-1924
Questa pagina raccoglie i dati riguardanti lo Stabia Sporting Club  nelle competizioni ufficiali della stagione 1923-1924.

## Rosa
| N. |                   | Ruolo | Calciatore    |
| -- | ----------------- | ----- | ------------- |
|    | Italia (bandiera) | D     | Calvano       |
|    | Italia (bandiera) | D     | Castaldi      |
|    | Italia (bandiera) | C     | D'Amora       |
|    | Italia (bandiera) | C     | Esposito (II) |
|    | Italia (bandiera) | D     | Ghisi (II)    |
|    | Italia (bandiera) | D     | Isaia         |

| N. |                   | Ruolo | Calciatore  |
| -- | ----------------- | ----- | ----------- |
|    | Italia (bandiera) | C     | Maltagliato |
|    | Italia (bandiera) | A     | Massa       |
|    | Italia (bandiera) | A     | Murino      |
|    | Italia (bandiera) | P     | Peroi       |
|    | Italia (bandiera) | A     | Schiavo     |

## Risultati

### Prima Divisione

#### Girone campano

##### Girone di andata
| Arbitro: | Filosa (Napoli) |

|         |           |                                  |
| Coppola | Marcatori | ?’, ?’ Rastelli Accarino Tavella |

| Castellammare di Stabia 4 novembre 1923 2ª giornata | Stabia         | 0 – 2 A tav. | Bagnolese | Campo delle Scuole\| Arbitro: \| Senes (Napoli) \| |
| Arbitro:                                            | Senes (Napoli) |              |           |                                                    |

| Arbitro: | Reichlin (Napoli) |

|                        |           |  |
| Fariello 5’ Sacchi 88’ | Marcatori |  |

| Castellammare di Stabia 18 novembre 1923 4ª giornata | Stabia         | 0 – 0 | Savoia | Campo delle Scuole\| Arbitro: \| Senes (Napoli) \| |
| Arbitro:                                             | Senes (Napoli) |       |        |                                                    |

| Castellammare di Stabia 25 novembre 1923 5ª giornata | Stabia          | 2 – 0 A tav. | Salernitanaudax | Campo delle Scuole\| Arbitro: \| Filosa (Napoli) \| |
| Arbitro:                                             | Filosa (Napoli) |              |                 |                                                     |

##### Girone di ritorno
| Cava de' Tirreni 27 gennaio 1924 6ª giornata | Cavese         | 0 – 2 A tav. | Stabia | \| Arbitro: \| Barra (Napoli) \| |
| Arbitro:                                     | Barra (Napoli) |              |        |                                  |

| Arbitro: | Filosa (Napoli) |

|                 |           |  |
| Parodi 35’, 75’ | Marcatori |  |

| Castellammare di Stabia 16 dicembre 1923 8ª giornata | Stabia         | 0 – 2 A tav. | Internaples | Campo delle Scuole\| Arbitro: \| Galassi (Roma) \| |
| Arbitro:                                             | Galassi (Roma) |              |             |                                                    |

| Arbitro: | Trama (Torre Annunziata) |

|                               |           |  |
| Ghisi I 59’ (rig.) Bobbio 75’ | Marcatori |  |

| Salerno 13 aprile 1924 10ª giornata | Salernitanaudax          | 2 – 0 A tav. | Stabia | \| Arbitro: \| Trama (Torre Annunziata) \| |
| Arbitro:                            | Trama (Torre Annunziata) |              |        |                                            |

## Statistiche

### Statistiche di squadra
| Competizione             | Punti | In casa | In casa | In casa | In casa | In casa | In casa | In trasferta | In trasferta | In trasferta | In trasferta | In trasferta | In trasferta | Totale | Totale | Totale | Totale | Totale | Totale | DR  |
| Competizione             | Punti | G       | V       | N       | P       | Gf      | Gs      | G            | V            | N            | P            | Gf           | Gs           | G      | V      | N      | P      | Gf     | Gs     | DR  |
| ------------------------ | ----- | ------- | ------- | ------- | ------- | ------- | ------- | ------------ | ------------ | ------------ | ------------ | ------------ | ------------ | ------ | ------ | ------ | ------ | ------ | ------ | --- |
| Prima Divisione-Campania | 5     | 5       | 1       | 1       | 3       | 3       | 8       | 5            | 1            | 0            | 4            | 2            | 8            | 10     | 2      | 1      | 7      | 5      | 16     | -11 |

### Statistiche dei giocatori
| Giocatore   | Prima Divisione | Prima Divisione |
| Giocatore   | Presenze        | Reti            |
| ----------- | --------------- | --------------- |
| Castaldi    | 7               | 0               |
| Coppola     | 10              | 1               |
| D'Amora     | 6               | 0               |
| Davolio     | 1               | 0               |
| Esposito I  | 5               | 0               |
| Esposito II | 10              | 0               |
| Ferraiuolo  | 4               | 0               |
| Ferrero     | 1               | 0               |
| Isaia       | 4               | 0               |
| Lasehi      | 2               | 0               |
| Laterza     | 10              | 0               |
| Manfrenati  | 8               | 0               |
| Massa       | 8               | 0               |
| Pelvi       | 10              | -10             |
| Sacco       | 4               | 0               |
| Sarcinelli  | 8               | 0               |
| Schiavo     | 10              | 0               |
| Tucini      | 2               | 0               |